# 生野照子
生野 照子（いくの てるこ、1943年4月23日 - 2019年8月9日）は、日本の小児心身医学者。

## 人物・来歴
大阪府大阪市生まれ。大阪市立大学医学部卒業。心療内科・小児科医。とくに摂食障害の治療に力を入れ、セルフヘルプ活動を支援。1998年より1年間ロンドンの大学病院で研修し、その体験を生かして本格的なチーム治療を開始。神戸女学院大学人間科学部教授。2014年定年、名誉教授。大阪府教育委員会委員長を務めた。
2019年8月9日、膵臓癌のため死去。76歳没。

## 著書
- 『子どもの叫び 「小児心身症」治療から』 (朝日カルチャーブックス) 大阪書籍 1988
- 『SOSこころの病気』 (すくすくからだ) ルック 1995
- 『リストカットの向こうへ』新潮社 2009
- 『揺らぎ育つ子どもの心 その基本的発達「胎生期から思春期へ」 (食べもの文化別冊) 芽ばえ社, 2011

### 編著・共著
- 『子どもの心の訴えと正しい処置』編著 保健指導実践講座 2 ぎょうせい 1988
- 『拒食症・過食症とは その背景と治療 専門家・家族・本人の協力で克服へ』新野三四子共著. 芽ばえ社 1993
- 『人はなぜ「いじめ」るのか その病理とケアを考える』山折哲雄, 柳美里著,山岡昌之, 鈴木眞理共編著. シービーアール 2013